# Brigitte Nowatzke-Kraft
Brigitte Nowatzke-Kraft (* 1949 in Baden-Baden, Deutschland) ist eine deutsche Künstlerin (Malerei, Zeichnung, Installation).

## Leben
Brigitte Nowatzke-Kraft wuchs in Baden-Baden auf. Von 1969 bis 1974 studierte sie an der Staatlichen Akademie der Bildenden Künste Karlsruhe. Ihre Lehrer waren Klaus Arnold, Werner Knaupp, Herbert Kitzel und Franz Bernhard. Von 1972 bis 1974 studierte sie an der Universität Karlsruhe Kunstgeschichte bei Klaus Lankheit.
Nowatzke-Kraft lebt seit 1978 in Karlsruhe-Grötzingen. Sie ist Mitglied bei BBK und Gedok sowie Mitglied der Kunstkommission der Stadt Karlsruhe (2009–2019).
2010 erhielt sie den Kunstpreis der Stadt Baden-Baden und der Gesellschaft der Freunde junger Kunst: „Künstler in Baden-Baden“. (Ausstellung und Katalog)
2018 Künstlerauszeichnung des Freundeskreises Badisches Malerdorf Grötzingen e.V. (Ausstellung und Katalog)

## Werk
Das Arbeitsspektrum von Brigitte Nowatzke-Kraft ist seit Jahren breit angelegt. Den größten Anteil hat die Malerei, die – von der expressiven, malerischen Landschaft kommend – in den 80er Jahren eine Kehrtwende vollzog.
Über einen Zeitraum von etwa zehn Jahren entstanden unter dem Titel Subjektivierungen Übermalungen von Zeitungsfotos, die im Bereich des satirisch-surrealen angesiedelt waren und durch die Beibehaltung der ursprünglichen Bildunterschriften absurde oder kritische Botschaften enthielten. Aktuell wird die Serie mit Schwarz-Weiß-Übermalungen fortgesetzt.
Neben inhaltlichen Fragestellungen ist das Gestalten mit der Farbe ein grundlegendes Element im Schaffen der Künstlerin.
In den aktuellen Architektur- und Raumbildern tritt das Abbildhafte stark in den Hintergrund. Stattdessen beschäftigt sie sich mit Farbe und Form, Fläche und Raum. Im Vordergrund steht das prozesshafte Arbeiten, das Farbschicht über Farbschicht legt und die Komposition erst allmählich formt. Typische Stilmittel dieser Werkgruppe sind: gestalterische Elemente, die in das Bild hineinführen, zeichnerische Strukturen und verunklärende, malerische Flächen.
Die bewusste Auseinandersetzung mit der Transparenz als eine der wesentlichen Wirkmöglichkeiten der Farbe führt die Künstlerin zu der Frage, wie dieses Durchscheinen noch gesteigert werden kann. Bei ihr entstand der Wunsch, den Eindruck des Schwebens noch stärker herauszuarbeiten und die Malerei aus der Materialhaftigkeit zu lösen. Ihre Antwort war der Wechsel der Technik und des Bildträgers. Über ein fototechnisches Verfahren bringt sie ihre Motive auf Plexiglas auf. Es entstehen Transparentbilder, die im kleinen Format ausgeführt werden und für sich alleine stehen können, oder mit Gemälden zu Gruppen zusammengeführt werden.
Daneben entstehen unter dem Titel "Urbane Strukturen" Zeichnungen, die in archaischen Raumgeflechten eine zügellos wuchernde Architektur zeigen, deren Konstrukt sich durch Verdichtung und Auflockerung auszeichnet. Die Gegenwart des Menschen kann nur erahnt werden.
Seitensprünge macht die Malerin Brigitte Nowatzke-Kraft dann, wenn sie den Raum ihrer Bilder verlässt und ihre Ideen in Kästchen und Gläser packt oder Konzepte für Installationen und reale Räume (u. a. Kunst am Bau) entwickelt und dabei die unterschiedlichsten Materialien einsetzt. Häufig ist dies ihre künstlerische Antwort auf Ausschreibungen oder Themenausstellungen. Diese Arbeiten sind voll hintersinnigem Witz und Doppelbödigkeit. Sie reflektieren aktuelle Ereignisse, bedienen sich literarischer Vorlagen oder haben ihre Wurzeln in der Kunstgeschichte.